# Robin Stubbs
 (Quinton, 22 aprile 1941) è un ex calciatore inglese, di ruolo centrocampista.

## Caratteristiche tecniche
Era un centravanti.

## Carriera
Dopo aver giocato nelle giovanili del Birmingham City esordisce in prima squadra nella stagione 1958-1959 nella quale, nonostante i soli 17 anni di età, mette a segno 9 reti in 12 presenze nella prima divisione inglese; gioca inoltre anche 2 partite nella Coppa delle Fiere 1958-1960, in cui la sua squadra raggiunge (e perde) la finale. Nella stagione 1959-1960 viene impiegato con frequenza leggermente maggiore, scendendo in campo in 18 partite, nelle quali in compenso mette a segno solamente 3 reti. Nella stagione 1960-1961 segna invece 3 gol in 12 partite di campionato e 2 gol in altrettante presenze in Coppa delle Fiere, competizione nella quale il Birmingham City è nuovamente finalista perdente. Nelle stagioni 1961-1962 e 1962-1963 Stubbs continua a far parte della rosa del club, venendo comunque sempre impiegato con scarsa frequenza: nella First Division 1961-1962 gioca infatti solamente 7 partite, mentre nel campionato successivo va in rete per 2 volte in 12 presenze, arrivando così ad un bilancio totale complessivo di 61 presenze e 17 reti nella prima divisione inglese. Nella stagione 1962-1963 vince inoltre una Coppa di Lega (primo trofeo maggiore conquistato dal Birmingham City nella sua storia).
Nell'estate del 1961 viene acquistato per 6000 sterline (all'epoca il trasferimento più costoso nella storia del club) dal Torquay Utd, club di quarta divisione, con cui nella sua prima stagione in squadra, all'età di 22 anni, mette a segno 24 reti in 34 partite di campionato; negli anni seguenti continua a segnare con grande regolarità, sia in quarta che in terza divisione, categoria in cui il club milita a partire dalla stagione 1966-1967, sfiorando l'anno seguente anche una doppia promozione consecutiva. Al termine della stagione 1968-1969, dopo complessive 217 presenze e 120 reti in partite di campionato (per una media di esattamente 20 gol a campionato), Stubbs viene ceduto ai Bristol Rovers, con cui gioca per un triennio in terza divisione, risultando il miglior marcatore stagionale del club con rispettivamente 15 e 17 reti nelle stagioni 1969-1970 e 1970-1971. Nella stagione 1971-1972 viene ceduto a campionato iniziato al Torquay United, nel frattempo ritornato in quarta divisione; continua a giocarvi fino al termine della stagione 1973-1974, senza più raggiungere però i risultati della sua precedente esperienza nel club: in poco meno di 2 stagioni gioca infatti solamente 21 partite, nelle quali mette a segno un'unica rete, la sua numero 170 in 392 presenze in carriera nei campionati della Football League.

## Palmarès

### Club

#### Competizioni nazionali
- Coppa di Lega inglese: 1

Birmingham City: 1962-1963